# Territoire national du Caquetá
1845–1886
Entités précédentes :
- Province de Popayán
- État souverain de Cauca

Entités suivantes :
- Cauca

Le territoire national du Caquetá est une division administrative créée le 2 mai 1845 en république de Nouvelle-Grenade (actuelle Colombie), qui constitue par la suite une subdivision des États-Unis de Colombie jusqu'à sa disparition définitive en 1886.

## Géographie
Le territoire national du Caquetá comprend toute la partie sud et est de l'actuelle Colombie. Limité par les États souverains de Cauca et Cundinamarca ainsi que par les frontières avec le Brésil, l'Équateur et le Venezuela, il recouvre le territoire des actuels départements de Guainía, Vaupés, Guaviare, Caquetá, Putumayo et Amazonas.
Sa capitale est la ville de Mocoa, située dans le département actuel de Putumayo.

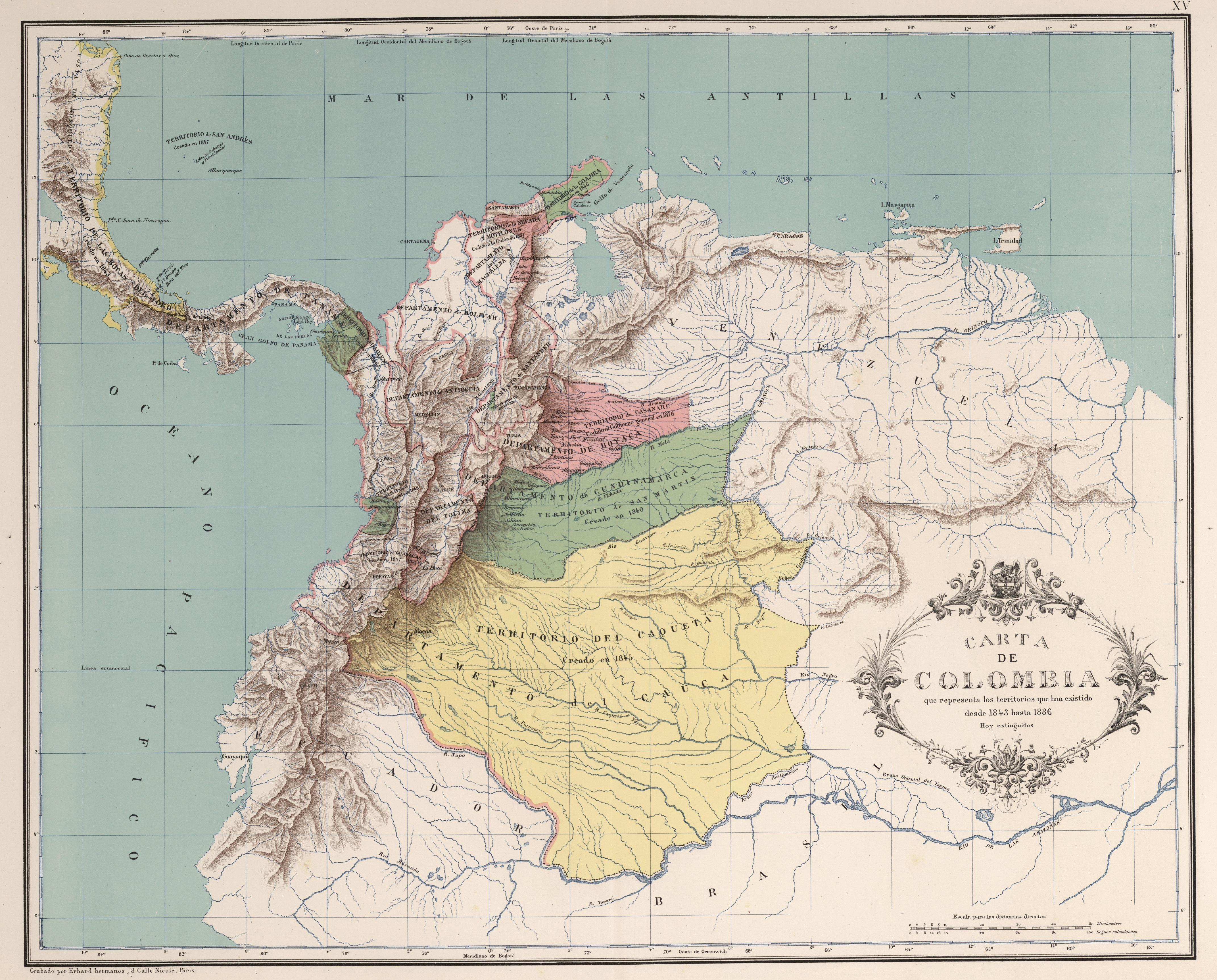
Carte représentant les territoires existants en Colombie entre 1843 et 1886.
Le territoire du Caquetá.

## Politique

### États-Unis de Colombie
Bien qu'appartenant juridiquement à l'État souverain de Cauca, l'administration du territoire est à la charge du gouvernement fédéral.

## Histoire
Durant son existence, le territoire change à de nombreuses reprises de statut politique et de juridiction :
- 1845: séparation de la province de Popayán avec le nom de Territorio del Caquetá.
- 1861: subdivision de l'État souverain de Cauca en tant que Territorio Nacional del Caquetá.
- 1886: intégration au département de Cauca sous le nom de Provincia del Caquetá.
- 1904: création de la Provincia Alto Caquetá (province du Haut-Caquetá).

À partir de 1905, l'ancien territoire du Caquetá se divise en plusieurs entités plus petites :
- 1905: création de l'Intendencia del Alto Caquetá avec Florencia comme capitale; la même année est séparé du Caquetá le territoire du futur département de Putumayo.
- 1906: intégration au département de Cauca.
- 1908: intégration au département de Popayán.
- 1909: recréation sous l'appellation de Intendencia del Caquetá.
- 1912: changement de nom pour celui de Comisaría Especial de Caquetá et séparation des comisarías especiales du Gran Vaupés et du Putumayo.
- 1928: séparation de l'Amazonas.
- 1931: l'Amazonas devient une Intendencia.
- 1943: le Caquetá est renommé Comisaría del Caquetá; l'Amazonas devient un Comisaría Especial.
- 1950: le Caquetá devient une Intendencia.
- 1953: le Putumayo est réintégré au département de Nariño.
- 1957: le Caquetá, l'Amazonas, le Putumayo et le Gran Vaupés changent de statut et deviennent Comisaría.
- 1963: création du Comisaría del Guainía à partir du Gran Vaupés.
- 1977: création du Comisaría del Guaviare à partir du Gran Vaupés.
- 1981: le Caquetá devient un département.
- 1991: l'Amazonas, le Guainía, le Guaviare, le Putumayo et le Vaupés deviennent des départements.